# Hrebla (obwód zakarpacki)
Hrebla (ukr. Гребля) – wieś na Ukrainie, w obwodzie zakarpackim, w rejonie chusciańskim, w hromadzie Zariczczia. W 2001 liczyła 1412 mieszkańców.